# Julian Schmitz-Avila
Julian Schmitz-Avila (* 3. September 1986 in Bonn) ist ein deutscher Kunst- und Antiquitätenhändler.

## Leben
Julian Schmitz-Avila ist der Sohn von Thomas Schmitz-Avila (seit 1979 Kunsthändler in Bad Breisig) und Regine Schmitz-Avila (seit 2003 Kunsthändlerin in Wiesbaden). Nach seiner Schul- und Bundeswehrzeit machte Schmitz-Avila eine Lehre als Einzelhändler bei seinem Vater und spezialisierte sich auf barocke Möbel. Er führte die Dependance des Kunsthandels Dr. Schmitz-Avila in Bamberg von Mai 2012 bis zur Aufgabe des Ladenlokals 2017. Im Juli 2018 eröffnete Schmitz-Avila mit seinem Bruder Lennart Neumann einen Antiquitätenhandel in Bad Breisig. Max Strohe ist sein Halbbruder.
Julian Schmitz-Avila erreichte breitere Bekanntheit durch seine Auftritte als Kunst- und Antiquitätenhändler in der ZDF-Fernsehsendereihe Bares für Rares, deren Händlerteam er seit der sechsten Staffel 2015/16 angehört. In dieser Eigenschaft war er im Februar 2019 Gast in der Talkshow Markus Lanz.